# Калуш (ритуал)
Калушари (Romanian pronunciation: кәлуˈʃарʲ; буг. калушари, русалии; мкд. русалии) су били чланови румунског братског тајног друштва који су играли ритуални акробатски плес познат као калуш. Према румунском историчару Мирчи Елијаде, калушари су познати по "способности да створе утисак летења у ваздуху" за шта је он веровао да представља и галопирање на коњима и плес вила (zîne). Заправо, покровитељ групе била је „Краљица вила“ (Doamna Zînelor), која је била позната и као Иродијада и Арада и коју Елијаде повезује са фолклорном фигуром Дијаном.
Због њихове везе са вилама, веровало се да су калушари могли да излече жртве вила и током две недеље - од три недеље после Ускрса до Духова - путовали су у све локалне заједнице где би плесали, у пратњи неколико гуслара, да би то учинили. У свом плесу, калушари су носили палице и мач, као и заставу и дрвену коњску главу. Заклињали су се на застави групе да ће третирати једни друге као браћу, да ће поштовати обичаје калушара и да ће остати чедни у наредних девет дана. По повратку кући, заставу су учвршћивали у земљу, а један члан би се попео на њу и узвикивао "рат драги, рат!".
Порекло калушара је непознато, мада су прва писана сведочанства из музичких записа Јоана Кајануа из 17. века. Елијаде је приметио да „иако се заклетва даје у име Бога, митско-ритуални сценарио који су донели калушари нема ништа заједничко са хришћанством“ и да је, бар у 19. веку, било свештеничког противљења групи, с тим што су њени чланови три године били искључени из причешћа у неким регионима.
Калуш ритуал је уписан 2008. године на Репрезентативну листу нематеријалне културне светске баштине УНЕСКА (првобитно проглашено 2005. године).

## Етимологија
Румунски историчар религије Мирча Елијаде веровао је да термин калушари потиче од румунске речи за коња, кал, од латинске caballus.
Опште прихваћено извођење речи Căluș је из старог латинског двоструког облика „collusium, collusii“, што значи и „плесна група“ и „тајно друштво“, међутим предложена су и друга могућа порекла речи. Румунска реч căluș такође значи „мали комад дрвета стављен у уста да спречи разговор“, а извођење из те речи има одређену подршку у присуству неме фигуре у неким групама и ритуалне тишине коју је некад поштовала читава група. Други виде căluș као деминутив од речи cal „коњ“, заузврат изведене из латинског caballus, и указују на митске асоцијације коња на плодност и рат, као и на имитацију коња пронађених у одређеним калуш плесовима, иако ови плесови сада не играју главну улогу у ритуалу. Друга теорија је да потиче од речи „Coli-Salii“, за римске свештенике посвећене обожавању Марса.

## Опис
Традиционално, група калушари је тајно друштво само за мушкарце, повезано са пролећним обредом, вероватно остатак племенских ратничких друштава. Вођа групе (обично старији човек) регрутује одређени број аколита, увек младих, одраслих људи изабраних због физичке способности. Чланови групе полажу заклетву тајности, након чега учествују у иницијацијском обреду и уче облике плеса. Групе калушара лутају земљом у пролеће, посећујући села наизменично и учествујући у викенд плесовима.
Калуш је мушки групни плес, мада постоје записи из регије Олтенија који су укључивали 1-2 младе девојке, што је сада застарело. Група из сваког села кроз које би прошла бирала је „невесту“ на основу њених плесних вештина. „Невеста“ би била везана заклетвом да се придружи ритуалном плесу, три године заредом.
Плесачи носе беле панталоне и беле тунике са врпцама јарких боја које се спуштају са шешира. Звонца су причвршћена за глежњеве, а плесови укључују употребу украшених палица усправних док играју или уперених у земљу као ослонац. Сам плес је високо акробатски, наглашавајући скокове у вис, слично као и ирски плес Ceili.
Као и у многим плесовима, у разним традицијама и плесачи калушари укључују будалу, познату као „небун“ или „луда“.
Плес укључује следеће елементе:
- почетна фигура ходања (plimbări) или основни корак у кругу који се креће у смеру супротном од казаљке на сату,
- сложеније фигуре (mișcare) које се изводе на месту између корака,
- фигуре се формирају од комбинација елемената, често имају структуру почетак-средина-крај.

## Слични плесови
Остале мушке групне игре које потичу из ритуалних плесова срећу се дуж Карпата и у Трансилванији. Карпатске варијанте из Молдавије и Мармароша укључују само најосновнија обележја, док су игре из Трансилваније врло близу калуша са додатком сложенијих каснијих развијања.
Енглески плес Морис такође је сличне кореографије, значења ритуалног плеса мачева и сличан по костимима. То би једноставно могао бити уобичајени европски народни плес, отуда и његове везе са уобичајеним народним веровањима попут вила.